# منتخب فنزويلا لاتحاد الرغبي
منتخب فنزويلا الوطني لاتحاد الرغبي (بالإسبانية: Selección de rugby de Venezuela)‏ هو ممثل فنزويلا الرسمي في المنافسات الدولية في اتحاد الرغبي .